# Schermcke
Schermcke este o comună în Saxonia-Anhalt, Germania